# Borderlands
Borderlands är en förstapersonsskjutare med inslag av rollspelselement. Spelet utvecklades av Gearbox Software för Microsoft Windows, Xbox 360 och PlayStation 3. Det släpptes till alla dessa plattformar i oktober 2009 i Nordamerika, Europa och Australasien, och i december samma år konsolexklusivt till Xbox 360 i Japan och i februari 2010 till Windows. Även en Mac OS-portering utvecklades av Feral Interactive och släpptes internationellt 3 december 2010.
Grafiken är baserad på Unreal Engine 3. Tidigt i utvecklingen av spelet ändrades den ursprungliga strävan efter fotorealistiskt återgivna miljöer till en mer förenklad stil med serieteckningsliknande utseende. Denna förändring kapade produktionstiden och utvecklingskostnaden samt gav spelet dess karaktäristiska utseende.

## Spelbara karaktärer
Det finns en spelbar karaktär som heter Siren Lilith och är en siren som har kraften att bli osynlig och snabb. En som heter Brick är en stark karaktär och hans kraft är att slå. Roland  använder en turret som kallas scorpio turret som kraft. Mordecai är en sniper som har en fågel som heter bloodwing och det är hans kraft.

## Uppföljare
Efter att ha konstaterat att spelet blivit en försäljningsframgång sporrades Gearbox att göra en uppföljare. Spelet släpptes i september 2012 under namnet Borderlands 2.